# Humber (автомобильная марка)

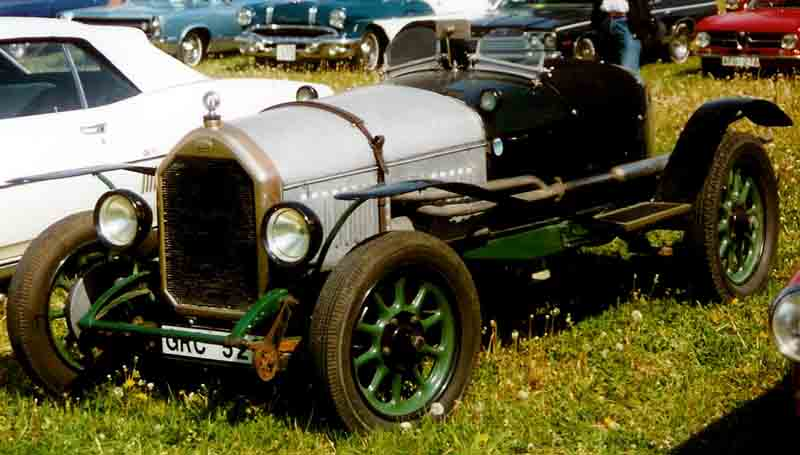
Humber 14/40 HP 2-Seater Sports. 1929 год.

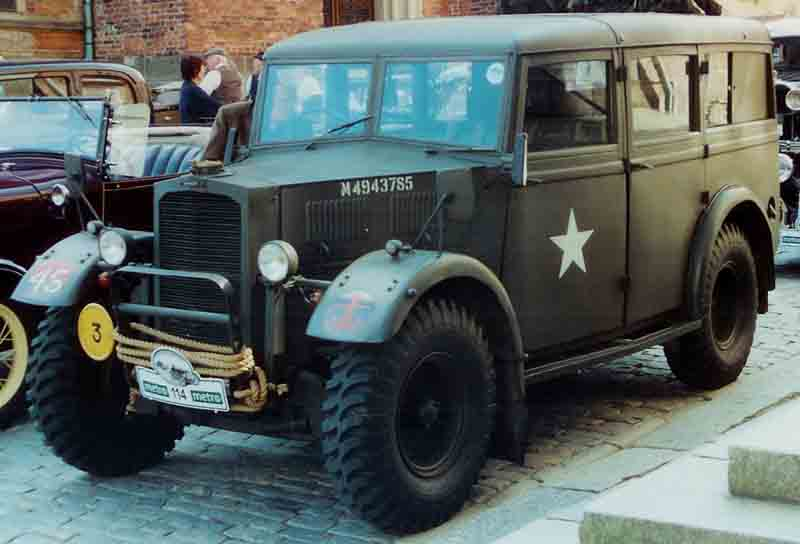
Humber Heavy Utility. 1940 год.

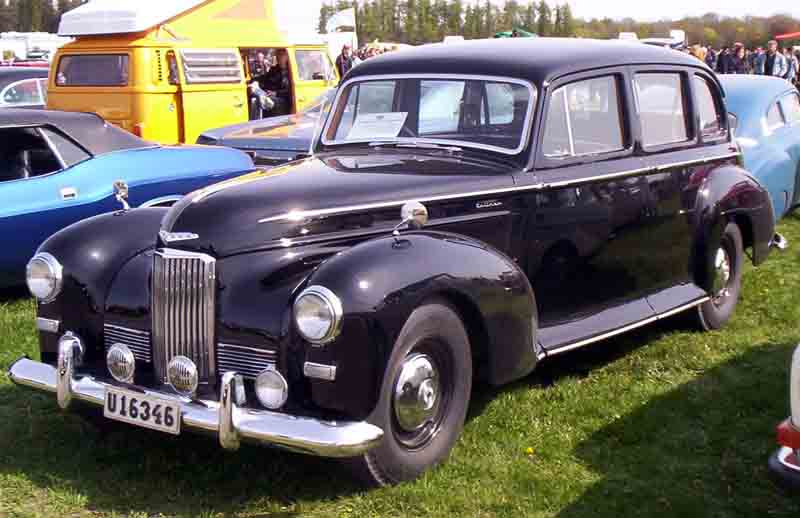
Humber Pullman

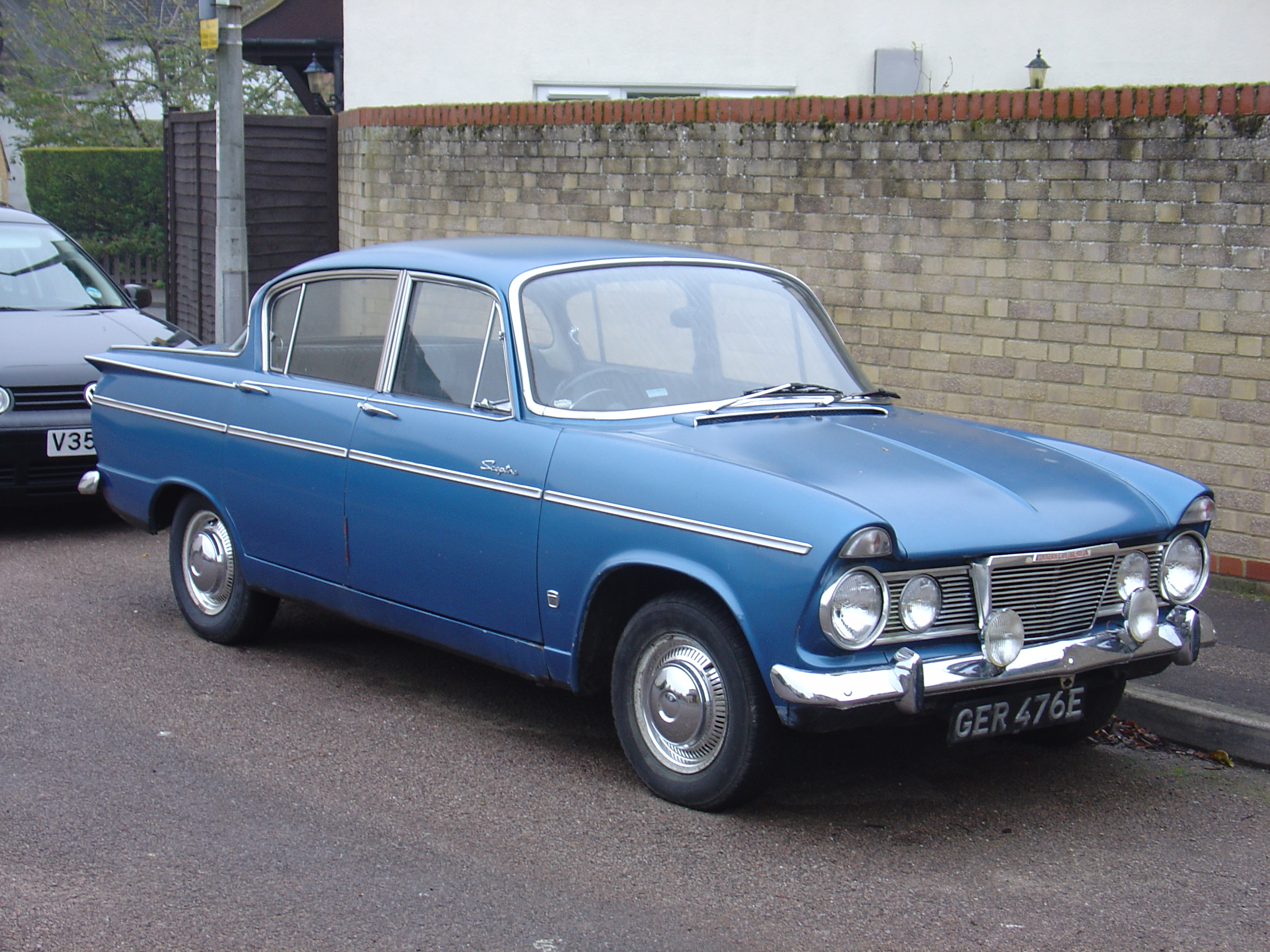
Humber Sceptre Mark II. 1965 год.

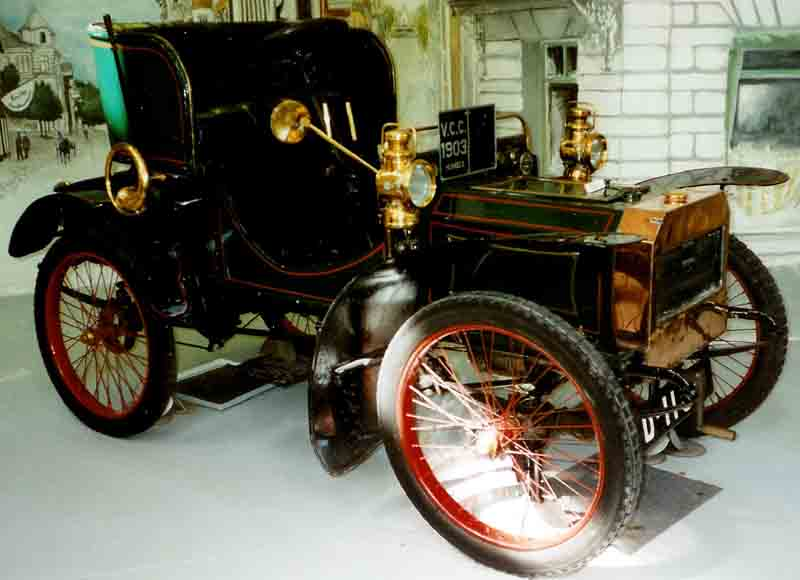
Humber Humberette 5 HP Voiturette, 1903

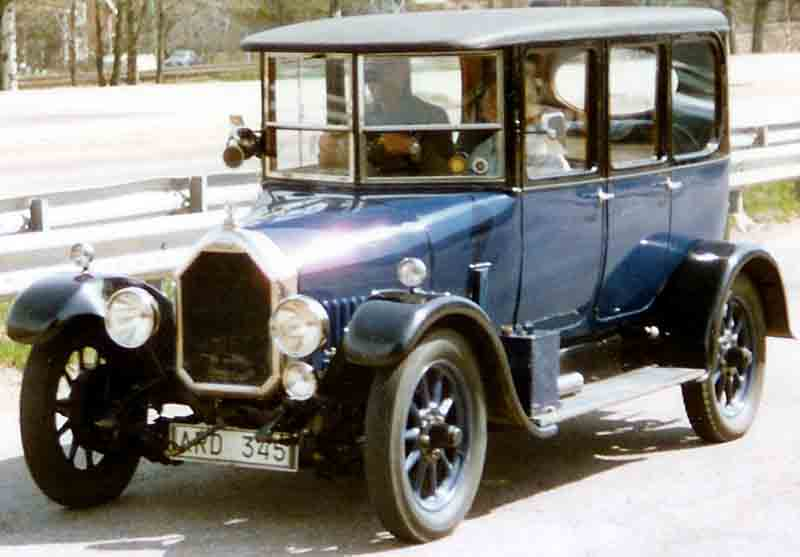
Humber 11,4 HP Saloon. 1924 год.

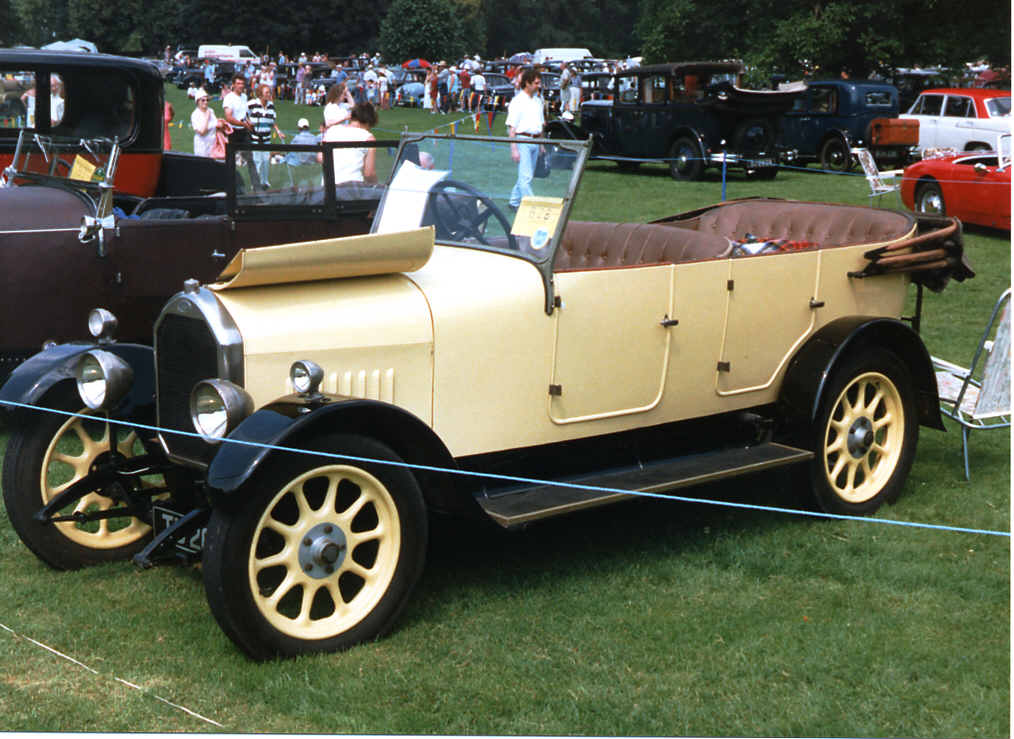
Humber 9/20 tourer. 1926 год.

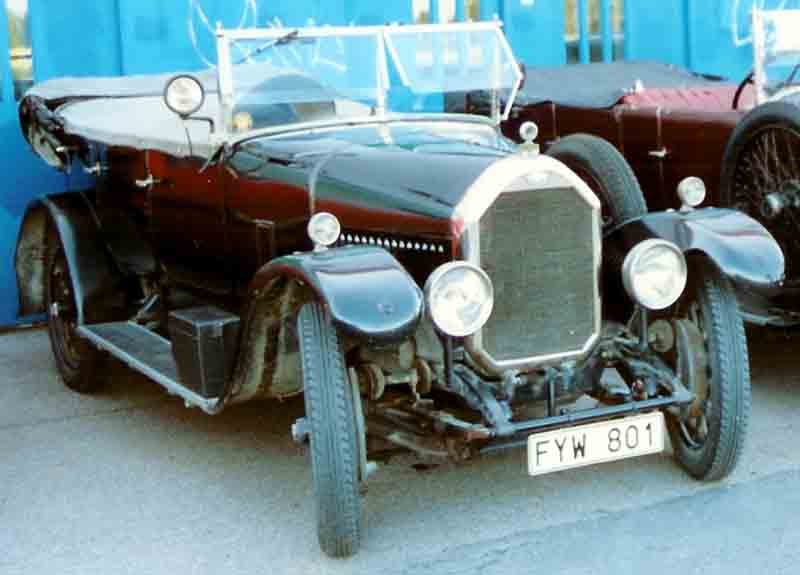
Humber 14/40 HP Tourer. 1928 год.

Humber — историческая британская автомобильная марка. Компания Humber была основана Томасом Хамбером (Thomas Humber) в 1868 году для производства велосипедов. С 1898 года начала выпуск автомобилей. В 1931 году была перекуплена группой Rootes, принадлежавшей братьям Рутс.
В иерархии принадлежавших Rootes Group марок Humber занимал высокое положение, выпуская сравнительно дорогие и престижные модели автомобилей, такие как Humber Super Snipe.

## История
Первый носивший марку Humber автомобиль, выпущенный в 1898 году, был трёхколёсным. Первый четырёхколёсный автомобиль появился в 1901. Изначально производственные мощности компании располагались в Бистоне (Beeston, Nottinghamshire), поблизости от Ноттингема, и Ковентри (Coventry). Завод в Бистоне до своего закрытия в 1908 году выпускал дорогие модели фирмы, которые так и называли — «Бистонские „Хамберы“» (Beeston-Humbers), а завод в Ковентри специализировался на более бюджетных автомобилях.
Модельный ряд Humber’а в те годы был весьма широк, и до Первой мировой войны включал в себя модели от миниатюрной «вуатюретки» Humberette с 600-кубовым двигателем до моделей с 6-литровыми 6-цилиндровыми моторами. По состоянию на 1913 годы Humber был вторым крупнейшим производителей автомобилей в Великобритании.
В 1925 году Humber перекупил производственные мощности фирмы Commer, производившей коммерческие автомобили, таким образом выйдя на этот рынок. В 1928 году компания начала выпуск автомобилей под новой маркой — Hillman.
В 1931 году контрольный пакет акций компании выкупили братья Рутс (Rootes). Во время Второй мировой войны Humber производил лёгкие броневики и автомобили для перевозки солдат.
В послевоенные годы основной модельный ряд компании включал в себя четырёхцилиндровый Humber Hawk и шестицилиндровый Humber Super Snipe. Пройдя на протяжении своего выпуска через несколько смен поколений, они оставались крупными и достаточно дорогими автомобилями с высоким уровнем отделки, оборудования и качества, основными покупателями которых были представители бизнеса и государственные структуры.
Наиболее дорогими моделями компании в те годы были Humber Pullman и Humber Imperial, представлявший собой Humber Super Snipe с удлинённой колёсной базой и повышенным уровнем отделки и оборудования.
В 1963 году модельный ряд фирмы расширился за счёт появления модели более низкого класса — Humber Sceptre, по сути — более дорогой модификации Hillman Super Minx. Традиционные «большие Humber» — Hawk и Super Snipe — просуществовали до 1968 года, когда контролировавший к этому времени группу Rootes американский концерн Chrysler инициировал их снятие с производства.
Humber Sceptre пережил в 1966 году смену поколений, причём новый вариант представлял собой перелицованный вариант модели Rootes Arrow. С 1976 года использование марок Humber и Hillman было прекращено — с этого времени все модели группы Rootes получили марку Chrysler.
В 1979 году европейское отделение Chrysler в связи с вызванными усугубившимся кризисом американского автопрома в целом финансовыми проблемами головной корпорации было продано французской фирме Peugeot вместе с правами на использование марок Humber и Hillman. Однако для выпускаемых им моделей была избрана другая марка из принадлежавших группе Rootes — Talbot, в свою очередь также ушедшая с рынка легковых автомобилей в 1986 году (коммерческие автомобили под этой маркой выпускали ещё шесть лет после этого).

## Основные модели
- Humber 8 (1902)
- Humber 12 (1902)
- Humber 20 (1903)
- Humberette (1904 и 1911-15)
- Humber 8/10 (1905)
- Humber 10/12 (1905-07)
- Humber 30/40 (1908-09)
- Humber 11 (1912)
- Humber 10 (1919-21)
- Humber 15.9 (1919-25)
- Humber 11.4 и 12/25 (1921-25)
- Humber 8/18 (1922-25)
- Humber 15/40 (1924-28)
- Humber 9/20 и 9/28 (1925-30)
- Humber 14/40 (1926-29)
- Humber 20/55 и 20/65 (1926-29)
- Humber 16/50 (1928-32)
- Humber 23.8 Snipe (1929-35)
- Humber 16-60 Snipe (1933-35)
- Humber 12 (1933-37)
- Humber 16 (1936-40)
- Humber Snipe (1929-47)
- Humber Pullman (1930-54)
- Humber Imperial (1938-67)
- Humber Hawk (1945-67)
- Humber Super Snipe (1938-67)
- Humber Sceptre (1961-67, 1967-76)
- Humber Vogue (1963-66, обозначение Hillman Super Minx в Австралии)

## В наши дни
Самое крупное в мире собрание автомобилей этой марки экспонируется в музее Marshalls Post-Vintage Humber Car Museum в городе Халл (Hull). Оно включает 21 экземпляр автомобилей, выпущенных с 1932 по 1970 год, находящихся на постоянной экспозиции, а также 24 автомобиля в ожидании реставрации.